# 舊鹿鳴橋
22°53′55″N 121°05′06″E / 22.898481°N 121.085135°E
舊鹿鳴橋為一座臺灣臺東縣延平鄉的橋樑，原為日治時期所建，橋名為老吧老吧橋，但該吊橋已毀於風災，僅餘一橋墩，位於舊鹿鳴橋與新鹿鳴橋之間的北岸，現今吊橋是在1959年時所重建的，由臺東縣政府延平鄉公所代為管理與維護，屬於中華民國行政院文化部以及臺東縣列管的文化歷史資產。
舊鹿鳴橋原為花東公路台9線省道經過的重要橋梁，1984年台9線截彎取直，改建新的鹿鳴橋，舊鹿鳴橋功能幾被取代，但其地理位置適中，因此鹿野溪沿岸村落桃源村與紅葉溫泉交通仍依賴此橋，然而，其橋梁過於老舊因此目前限制重型車輛無法通行於此橋。

## 建設資訊
舊鹿鳴橋約建於1959年，由日本建築師設計，為當時省道台9線的主要主線橋樑以及延平鄉對外的重要聯外道路。
舊鹿鳴橋的結構形式為紅色鋼索吊橋，橋面鋪設柏油路面，由於採用吊橋築法，僅在河谷兩邊山壁各立橋墩、橋柱一座，橋面及通行人、車之重量，均往上由主鋼索及支索承載，延伸至兩方橋墩及錨座負擔，與多橋墩式混凝土橋之結構及重力承載方式不相同。
於1984年新建新鹿鳴橋後，舊鹿鳴橋便從公路總局移交給臺東縣延平鄉公所管理，延平鄉公所於1995年至1996年間撥款修補，橋的兩端設立限高架，防止重型車輛進入，在原混凝土路面上加舖柏油路面，舖設跳動路面，各主、支鋼索及固定鋼索重新上漆，加置不鏽鋼護欄，並將舊鹿鳴橋整建為景觀橋樑以及新增了行人景觀區，將其規畫為一個遊憩區。

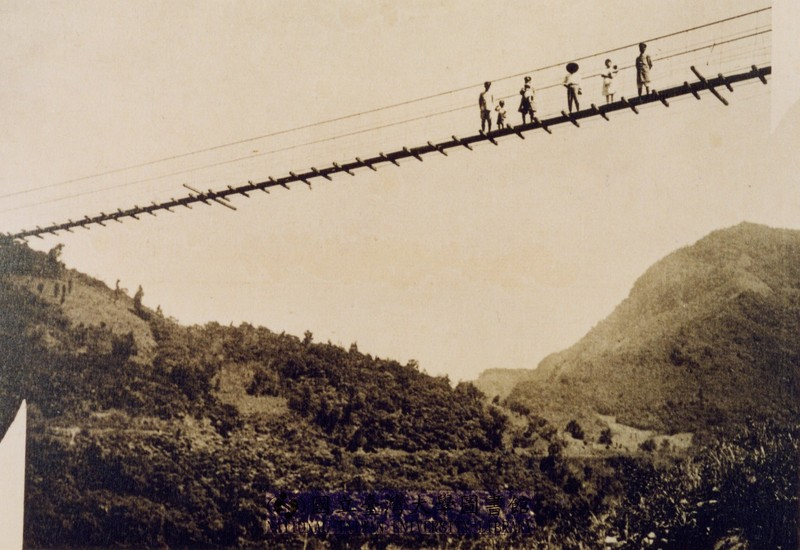
1933年的鹿鳴橋

## 資料來源
1. ↑  . （原始内容存档于2014-11-08）.
2. ↑  . 2003-12-31  [2003-12-31]. （原始内容存档于2014-10-16）.
3. ↑  .   [2014-10-09]. （原始内容存档于2014-10-16）.
4. ↑  .   [2014-10-09]. （原始内容存档于2014-10-16）.